# Tim Kang
Tim Kang (San Francisco, Kalifornia, 1973. március 16. –) dél-koreai származású amerikai film- és televíziós színész.

## Pályafutása
Kang színi tanulmányait a Harvardon végezte, majd a Berkeley Egyetemen szerzett diplomát politikai tudományokból. Szerepelt többek között a Rambóban, és A felejtésben is, de sok sorozatban is feltűnt. Játszott például a Maffiózókban, Az egységben, a Szellemekkel suttogóban, a Monkban, és az Esküdt ellenségekben is.
Jelenleg A mentalista című sorozatban láthatjuk.

## Filmjei
| Filmjei | Filmjei                                   | Filmjei                | Filmjei |
| Év      | Filmcím                                   | Szerep                 |         |
| ------- | ----------------------------------------- | ---------------------- | ------- |
| 2002    | Két hét múlva örökké                      | Paul                   |         |
| 2003    | Robot Stories                             | John                   |         |
| 2003    | Justice                                   | Bodega tulajdonos      |         |
| 2004    | Felejtés                                  | Alec Wong ügynök       |         |
| 2006    | Spectropia                                | Kliens                 |         |
| 2006    | What Remains                              | Ender                  |         |
| 2008    | John Rambo (film)                         | En-Joo                 |         |
| 2008    | Mr. Sadman                                | Wang ügynök            |         |
| TV      |                                           |                        |         |
| Év      | Sorozat                                   | Szerep                 |         |
| 2002    | Maffiózók                                 | Dr. Harrison Wong      |         |
| 2003    | Esküdt ellenségek: Meggyalázott áldozatok | Murakimi               |         |
| 2004    | Harmadik műszak                           | Kent Yoshihara nyomozó |         |
| 2005    | Esküdt ellenségek: Az utolsó szó jogán    | Dr. Liam Kelly         |         |
| 2006    | Chappelle's Show                          | Autó mosó menedzser    |         |
| 2006    | Szellemekkel suttogó                      | Warren Chen            |         |
| 2007    | Monk – Flúgos nyomozó                     | Mr. Brenneman          |         |
| 2007    | A hivatal                                 | Koh                    |         |
| 2007    | Az egység                                 | Alan Lantz káplán      |         |
| 2008    | A mentalista                              | Kimball Cho ügynök     |         |
| 2018    | Magnum P. I.                              | Gordon Katsumoto       |         |